# Килекшино

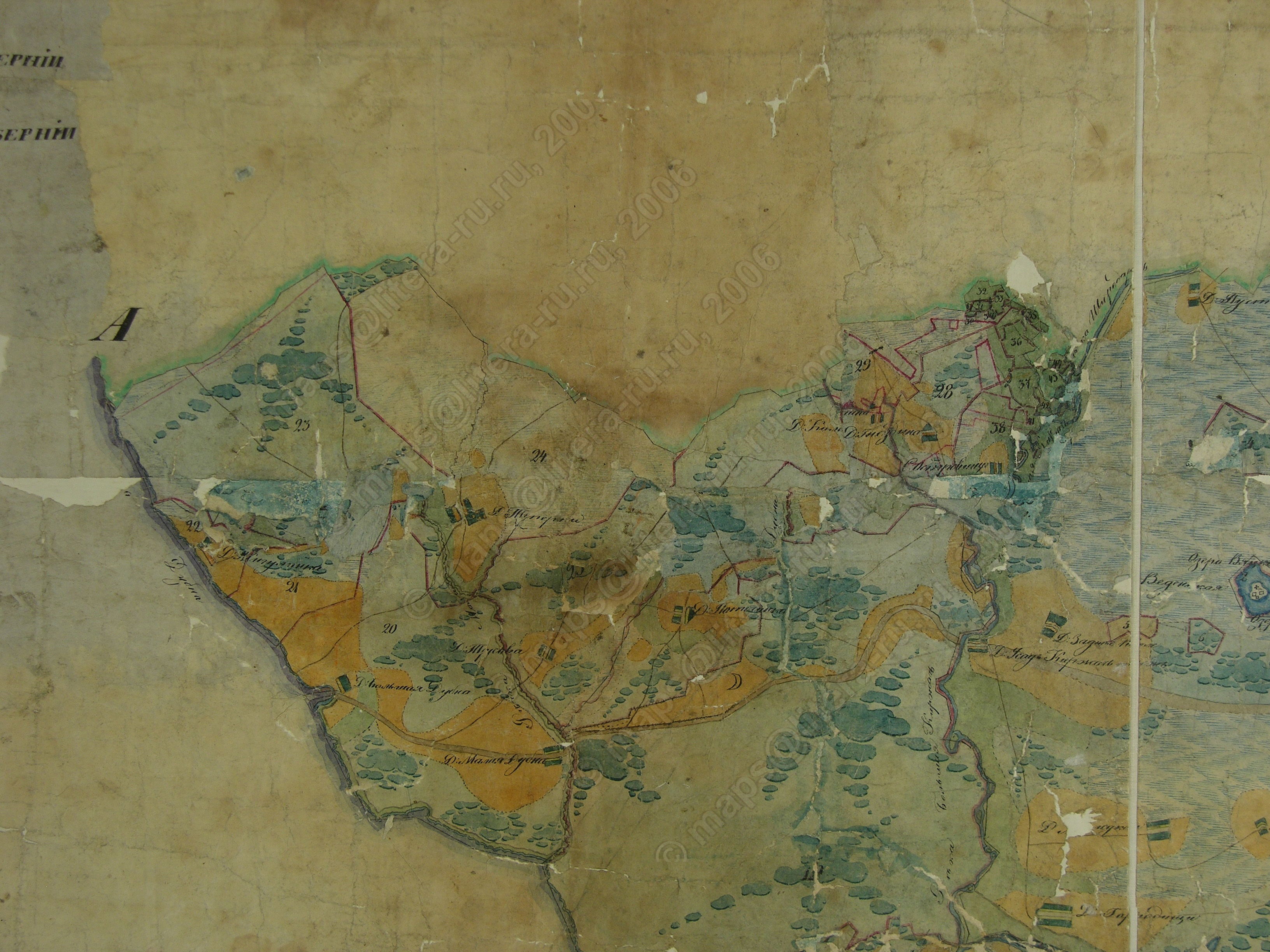
Деревня Килекшино на карте Покровского уезда (ПГМ 1 верста) 1780 - 1790 гг

Килекшино — деревня в муниципальном образовании Нагорное сельское поселение, Петушинском районе Владимирской области.
Находится на границе Московской и Владимирской областей на правом берегу реки Киржач. Расположена вблизи от железнодорожной платформы 173 км на линии Киржач — Орехово-Зуево. Ближайшие населённые пункты: деревни Гнездино и Островищи.

## География
Деревня Килекшино расположена на Киржачской зандровой равнине (абсолютные высоты 140—150 метров над уровнем моря). Киржачская зандровая равнина отличается слабо-волнистым рельефом поверхности, значительной заболоченностью. Долины рек извилистые, склоны умеренные, местами крутые, слабо расчлененные неглубокими оврагами и долинами притоков.
Входила в Аргуновскую волость. С 1708 года деревня входила во Владимирскую провинцию в составе Московской губернии. В 1778 году создано самостоятельное Владимирское наместничество. В 1796 году наместничество преобразовано во Владимирскую губернию, разделенную на 10 уездов.
В 1881 году вместе с деревнями Островищи и Гнездино отошла в Покров-Слободскую волость Покровского уезда (1 участок, в 1895 году земского начальника: отставного штабс-ротмистра Алексея Николаевича Кустаревского). При этом деревня осталась в приходе Никольской церкви.
С 14 августа 1944 года входит в состав Владимирской области. Покровский уезд ликвидирован по постановлению ВЦИК 5 января 1921 года. Образован Орехово-Зуевский уезд Московской губернии, куда вошли 11 волостей Покровского уезда включая Аргуновскую. Остальные 11 волостей включены в Александровский уезд. 13 июня 1921 года вновь образован Киржачский уезд куда вошли Аргуновская и Овчининская волости из Орехово-Зуевского уезда. Постановлением ВЦИК от 8 мая 1924 года ликвидирован Киржачский уезд и Кольчугинский район, а также Киржачская и Финеевская волости. Они переданы в Александровский уезд Владимирской губернии. Аргуновская волость расформирована и навсегда прекратила своё существование. Её деревни вошли в Овчининскую волость Александровского уезда Владимирской губернии
С 1939 года деревня Килекшино входила в Орехово-Зуевский район.  С 14 августа 1944 года входит в состав Владимирской области. До 1950 года в административных границах Киржачского сельсовета. С 1950 года включена в административные границы Лачужского сельсовета. С 1966 года деревня относилась к Санинскому сельсовету.
Вблизи от деревни располагается Государственный природный заказник областного значения "Лачужские озера и прилегающие лесные кварталы".

## История
В середине XII — начале XIII веков территория принадлежала Ростово-Суздальскому княжеству. Существовала ли деревня в это время, неизвестно.
В конце XIX века деревня относилась к приходу Никольской церкви в селе Аргуново (в настоящее время села не существует).
В 1857 году — 14 дворов, 55 жителей мужского пола, 69 женского
В 1859 году — 18 дворов, 116 жителей (56 человек мужского пола, 60 женского).
В 1896 году — 28 дворов, 157 жителей
Севернее Килекшино в 1950-х — 1990-х годах проходила ветка узкоколейной железной дороги Электрогорского торфопредприятия: Электрогорск — Ляпино — Желудево. Линия к Желудево разобрана в 1993 году, но в 90-м ещё было движение как минимум до участка Ляпино.

### Владельцы деревни Килекшино
По данным книги Н. В. Большаковой, Помещики Аргуновской волости Покровского уезда Владимирской губернии:
| Год       | Ф. И. О., чин и звание владельца | Документы                             |
| --------- | --- | ------------------------------------- |
| До 1646   | Дмитрий Баимович Воейков (дворянин) | Писцовая книга 1646 г.                |
| До 1646   | Лука Петрович Воейков | Писцовая книга 1646 г.                |
| 1677      | Лука Петрович Воейков | Переписная книга 1677—1678 гг.        |
| 1705      | Иван Лукич Воейков | Переписная книга 1705 г.              |
| 1719      | Пётр Лукич Воейков | Ревизская сказка 1-й ревизии 1719 г.  |
| 1747      | Анисья Петровна Хлопова (урождённая Воейкова, жена Сергея Семёновича Хлопова поручика Невского пехотного полку | Ревизская сказка 2-й ревизии 1747 г.  |
| 1763      | Иван Лукич Воейков | Ревизская сказка 3-й ревизии 1763 г.  |
| 1763      | Елисей Потапович Амилахоров (генерал-майор, князь | Ревизская сказка 3-й ревизии 1763 г.  |
| 1764      | Алексей Петрович Прончищев (главной артиллерии штык-юнкер) | По купчей от Е. П. Амилахорова        |
| 1782      | Он же | Ревизская сказка 4-й ревизии 1782 г.  |
| 1795      | Александра Львовна Прончищева | Ревизская сказка 5-й ревизии 1795 г.  |
| 1797-1811 | Авдотья Алексеевна Несвицкая (артиллерии подпоручица, княгиня, урождённа Прончищева). В приданое от отца Алексея Ионыча Прончищева | Ревизская сказка 6-й ревизии 1811 г.  |
|           | Сергей Львович Прончищев (статский советник) | ?                                     |
| 1811      | Варвара Львовна Прончищева и Екатерина Львовна Прончищева. По купчей от их родного брата Сергея Львовича Прончищева | Ревизская сказка 6-й ревизии 1811 г.  |
| 1811      | Сергей Львович Прончищев (статский советник). По купчим от сестёр Варвары и Екатерины | Ревизская сказка 6-й ревизии 1811 г.  |
| 1811      | Варлаам Логинович Ковалев (капитан) | Ревизская сказка 6-й ревизии 1811 г.  |
| 1816      | Варлаам Логинович Ковалев | Ревизская сказка 7-й ревизии 1816 г.  |
| 1816      | Авдотья Алексеевна Несвицкая (артиллерии подпоручица, княгиня, урождённа Прончищева) | Ревизская сказка 7-й ревизии 1816 г.  |
| 1816      | Сергей Львович Прончищев | Ревизская сказка 7-й ревизии 1816 г.  |
| 1816      | Екатерина Львовна Прончищева | Ревизская сказка 7-й ревизии 1816 г.  |
| 1831      | Прасковья Васильевна Зарембо (артиллерии прапорщица). По купчей от отставного обер-аудитора 6-го класса Петра Кирилловича Дудина, а ему по купчей от учителя Тверской гимназии Андрея Андреевича Ковалева, а тому по духовному завещанию от деда его, капитана Варлаама Логиновича Ковалева | Ревизская сказка 8-й ревизии 1834 г.  |
| 1834      | Алексей Яковлевич Несвицкий (капитан, князь) | Ревизская сказка 8-й ревизии 1834 г.  |
| 1834      | Варвара Львовна Прончищева (девица из дворян). Большинство крестьян досталось ей по духовному завещанию покойной сестры Екатерины Львовны Прончищевой в 1833 году | Ревизская сказка 8-й ревизии 1834 г.  |
| 1834      | Анна Ивановна Прончищева (статская советница) и её дочери девицы Анна и Вера Сергеевны. Досталось от покойного мужа и отца статского советника Сергея Львовича Прончищева в 1829 году | Ревизская сказка 8-й ревизии 1834 г.  |
| 1834      | Анна Сергеевна Прончищева (девица из дворян) | Ревизская сказка 8-й ревизии 1834 г.  |
| 1850      | Прасковья Васильевна Зарембо (армии капитанша) | Ревизская сказка 9-й ревизии 1850 г.  |
| 1850      | Алексей Яковлевич Несвицкий (гвардии капитан) | Ревизская сказка 9-й ревизии 1850 г.  |
| 1858      | Пётр Степанович Валуев (поручик) | Ревизская сказка 10-й ревизии 1858 г. |
| 1862      | Аграфена Ивановна Казаринова (потомственная дворянка, губернская секретарша) | Уставная грамота 1862 г.              |
| 1862      | Алексей Яковлевич Несвицкий (князь, покойный). Опекун имения Е. Е. Баранович | Уставная грамота 1862 г.              |
| 1862      | Елизавета Степановна Муханова (генерал-майорша) | Уставная грамота 1862 г.              |

## Промыслы
По данным на 1853 год все крестьяне состоят на оброке, занимаются хлебопашеством и плотничеством.
По данным на 1908 год в деревне проживает 7 фабричных мужского пола и некоторое количество женского (доступны только объединенные данные по деревням Килекшино и Киржач — 12 лиц); некоторое количество плотников (доступны только объединенные данные по деревням Килекшино и Киржач — 61 плотник); плотников-столяров (вместе с плотниками-столярами деревни Киржач) — 17; плотников-возчиков — 7; пильщиков (вместе с пильщиками деревни Киржач) — 3; пчеловодов — 2 двора (у 1 двора — 12 ульев); ткачих без обозначения специализации в Килекшино 1-м(?) — 4; размотчиц шёлка (вместе с данными по деревне Киржач) — 37; размотчиц хлопчато-бумажных в Килекшино 1-м(?) — 15, Килекшино 2-м(?) — 17, Килекшино 3-м(?) — 27 лиц, Килекшино 4-м(?) — 34 лица;.

## Население
1857 год — в деревне 20 дворов, жителей мужского пола 50, женского 69.

1863 год — 18 дворов, 116 жителей (56 мужского пола, 60 женского).

1896 год — 28 дворов, 157 жителей.

1905 год — 28 дворов, 183 жителя.

## Интересные факты
Возвращаясь из Владимира, в деревне Килекшино в избе крестьянина Анисимова ночевал отец русской авиации Николай Егорович Жуковский.